# Komödie Winterhuder Fährhaus
Komödie Winterhuder Fährhaus est un théâtre situé à Hambourg, en Allemagne, dans le quartier de Winterhude.